# Småtjärnarna (Bjuråkers socken, Hälsingland)
Småtjärnarna är en sjö i Hudiksvalls kommun i Hälsingland och ingår i Delångersåns huvudavrinningsområde.